# العلاقات المجرية المنغولية
العلاقات المجرية المنغولية هي العلاقات الثنائية التي تجمع بين المجر ومنغوليا.

## مقارنة بين البلدين
هذه مقارنة عامة ومرجعية للدولتين:
| وجه المقارنة                                              | المجر                                                       | منغوليا         |
| --------------------------------------------------------- | ----------------------------------------------------------- | --------------- |
| المساحة (كم2)                                             | 93.04 ألف                                                   | 1.57 مليون      |
| عدد السكان (نسمة)                                         | 9.78 مليون                                                  | 3.08 مليون      |
| الكثافة السكانية (ن./كم²)                                 | 105.12                                                      | 1.96            |
| العاصمة                                                   | بودابست                                                     | أولان باتور     |
| اللغة الرسمية                                             | لغة مجرية                                                   | اللغة المنغولية |
| العملة                                                    | فورنت مجري                                                  | توغروغ منغولي   |
| الناتج المحلي الإجمالي (بليون دولار)                      | 139.14 مليار                                                | 11.49 مليار     |
| الناتج المحلي الإجمالي (تعادل القوة الشرائية) بليون دولار | 260.42 مليار                                                | 36.16 مليار     |
| الناتج المحلي الإجمالي الاسمي للفرد دولار أمريكي          | 12.36 ألف                                                   | 3.97 ألف        |
| الناتج المحلي الإجمالي للفرد دولار أمريكي                 | 25.07 ألف                                                   | 11.95 ألف       |
| مؤشر التنمية البشرية                                      | 0.828                                                       | 0.727           |
| رمز المكالمات الدولي                                      | +36                                                         | +976            |
| رمز الإنترنت                                              | .hu                                                         | .mn             |
| المنطقة الزمنية                                           | ت ع م+01:00، ت ع م+02:00، أوروبا/بودابست ‏، توقيت وسط أوروبا | ت ع م+08:00     |

## مدن متوأمة
في ما يلي قائمة باتفاقيات التوأمة بين مدن مجرية ومنغولية:
- ترتبط سيكشفهيرفار مع إردينت باتفاقية توأمة منذ 28 أكتوبر 1978.
- ترتبط كابوشفار مع دارخان باتفاقية توأمة منذ 1995.[15][16][17][18]

## منظمات دولية مشتركة
يشترك البلدان في عضوية مجموعة من المنظمات الدولية، منها:
| علم المنظمة | اسم المنظمة                               | تاريخ انضمام المجر | تاريخ انضمام منغوليا |
| ----------- | ----------------------------------------- | ------------------ | -------------------- |
|             | مؤسسة التنمية الدولية                     | 29 أبريل 1985      | 14 فبراير 1991       |
|             | يونسكو                                    | 14 سبتمبر 1948     | 1 نوفمبر 1962        |
|             | وكالة ضمان الاستثمار متعدد الأطراف        | 21 أبريل 1988      | 21 يناير 1999        |
|             | الأمم المتحدة                             | 14 ديسمبر 1955     | 27 أكتوبر 1961       |
|             | الفريق المعني برصد الأرض                  | ?                  | ?                    |
|             | الاتحاد البريدي العالمي                   | ?                  | ?                    |
|             | مجلس التعاون الاقتصادي                    | 25 يناير 1949      | 6 يوليو 1962         |
|             | البنك الدولي للإنشاء والتعمير             | 7 يوليو 1982       | 14 فبراير 1991       |
|             | الاتحاد الدولي للاتصالات                  | 1866               | 27 أغسطس 1964        |
|             | منظمة حظر الأسلحة الكيميائية              | ?                  | ?                    |
|             | مؤسسة التمويل الدولية                     | 29 أبريل 1985      | 14 فبراير 1991       |
|             | المركز الدولي لتسوية المنازعات الاستشارية | 6 مارس 1987        | 14 يوليو 1991        |
|             | منظمة التجارة العالمية                    | 1995               | ?                    |
|             | منظمة الشرطة الجنائية الدولية             | ?                  | ?                    |
|             | منظمة الأمن والتعاون في أوروبا            | 25 يونيو 1973      | 21 نوفمبر 2012       |

## وصلات خارجية
- موقع وزارة الخارجية المجرية
- موقع وزارة الخارجية المنغولية